# Crowhurst (Surrey)
Pour les articles homonymes, voir Crowhurst.
Crowhurst est une paroisse civile et un village du Surrey, en Angleterre.